# ルイ・アレクサンドル・ド・ブルボン (ランバル公)

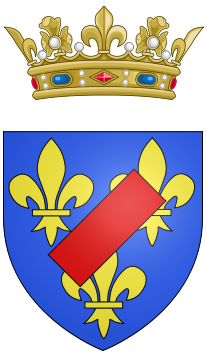
ランバル公ルイ・アレクサンドルの紋章

ランバル公ルイ・アレクサンドル・スタニスラス・ド・ブルボン（Louis Alexandre Stanislas de Bourbon, prince de Lamballe, 1747年9月6日 – 1768年5月6日）は、フランスの貴族。ブルボン＝パンティエーヴル家の最後の人物。妻マリー・ルイーズが王妃マリー・アントワネットの女官長として知られる。

## 生涯
パンティエーヴル公ルイ・ジャン・マリー・ド・ブルボンとモデナ公フランチェスコ3世の娘マリー・テレーズ・フェリシテ・デステ＝モデーヌの長男として、パリ（現在のパリ1区・フランス銀行本店）のトゥールーズ館（トゥールーズ伯邸）で生まれる。
ブルボン＝パンティエーヴル家は、ルイ14世によってその従姉で子どものないアンヌ・マリー・ルイーズ・ドルレアンの財産を与えられており、ルイ・アレクサンドルは誕生の時点からこれを継ぐ者と見られていた。称号のランバル公（prince de Lamballe）は、父の領地の一つの地名にちなみ、法的な効力のない儀礼称号であったが、こういった称号はフランス王家に関連する高貴な人物にはしばしば使われた。
年頃になると、放蕩の傾向が見られたために、父親のパンティエーヴル公はサヴォイア家傍系のカリニャーノ公ルイージ・ヴィットーリオの娘マリー・テレーズ・ルイーズをその妃に選び、1767年1月17日にトリノで代理結婚式、次いで31日に本人の結婚式を挙げさせた。しかし、この結婚によって、パンティエーヴル公はその目的を達することはできず、ルイ・アレクサンドルはすぐに放蕩を再開した。子どもを作ることなく、1年もたたずに性病によってルーヴシエンヌ城で死亡した。
父パンティエーヴル公の財産は、妹でオルレアン公ルイ・フィリップ2世と結婚したルイーズ・マリーによって継承された。